# Tour of California 2018
13. edycja wyścigu kolarskiego Tour of California odbyła się w dniach 13-19 maja 2018 roku. Liczyła siedem etapów, o łącznym dystansie 1038 km. Wyścig zaliczany był do rankingu światowego UCI World Tour 2018.

## Uczestnicy
Na starcie wyścigu stanęło 17 ekip. Wśród nich znalazło się trzynaście ekip UCI World Tour 2018 oraz cztery zaproszone przez organizatorów.
| Numery | Kod | Drużyna              |
| ------ | --- | -------------------- |
| 1-6    | TLJ | Team LottoNL-Jumbo   |
| 11-17  | BOH | Bora-Hansgrohe       |
| 21-27  | BMC | BMC Racing Team      |
| 31-37  | QST | Quick-Step Floors    |
| 41-47  | DDD | Dimension Data       |
| 51-57  | KAT | Team Katusha-Alpecin |
| 61-67  | RLY | Rally Cycling        |
| 71-77  | MTS | Mitchelton-Scott     |
| 81-87  | SKY | Team Sky             |

| Numery  | Kod | Drużyna                   |
| ------- | --- | ------------------------- |
| 91-97   | ALM | Ag2r-La Mondiale          |
| 101-107 | HBA | Hagens Berman Axeon       |
| 111-117 | EFD | EF Education First–Drapac |
| 121-127 | TFS | Trek-Segafredo            |
| 131-136 | SUN | Team Sunweb               |
| 141-147 | UAD | UAE Team Emirates         |
| 151-157 | HCA | Holowesko–Citadel         |
| 161-167 | UHC | UnitedHealthcare          |

## Etapy
| Etap | Data    | Start – Meta                                | km    | Typ         | Zwycięzca etapu    | Lider              |
| ---- | ------- | ------------------------------------------- | ----- | ----------- | ------------------ | ------------------ |
| 1.   | 13 maja | Long Beach – Long Beach                     | 134,5 | Płaski      | Fernando Gaviria   | Fernando Gaviria   |
| 2.   | 14 maja | Ventura – Santa Barbara                     | 155   | Górski      | Egan Bernal        | Egan Bernal        |
| 3.   | 15 maja | King City – WeatherTech Raceway Laguna Seca | 197   | Pagórkowaty | Toms Skujiņš       | Egan Bernal        |
| 4.   | 16 maja | San Jose                                    | 34,7  | ITT         | Tejay van Garderen | Tejay van Garderen |
| 5.   | 17 maja | Stockton – Elk Grove                        | 176   | Płaski      | Fernando Gaviria   | Tejay van Garderen |
| 6.   | 18 maja | Folsom – South Lake Tahoe                   | 196,5 | Górski      | Egan Bernal        | Egan Bernal        |
| 7.   | 19 maja | Sacramento – Sacramento                     | 146   | Płaski      | Fernando Gaviria   | Egan Bernal        |

### Etap 1 - 13.05: Long Beach > Long Beach, 134,5 km
| #   | Zawodnik         | Zespół | Czas       |
| --- | ---------------- | ------ | ---------- |
| 1.  | Fernando Gaviria | QST    | 3h 02' 23” |
| 2.  | Caleb Ewan       | MTS    | + 0”       |
| 3.  | Peter Sagan      | BOH    | + 0”       |
|     |                  |        |            |
| 15. | Łukasz Wiśnowski | SKY    | + 0”       |
| 26. | Maciej Bodnar    | BOH    | + 0”       |
| 35. | Rafał Majka      | BOH    | + 0”       |
| 74. | Paweł Poljański  | BOH    | + 0”       |

| #   | Zawodnik         | Zespół | Czas       |
| --- | ---------------- | ------ | ---------- |
| 1.  | Fernando Gaviria | QST    | 3h 02' 13” |
| 2.  | Caleb Ewan       | MTS    | + 4”       |
| 3.  | Tanner Putt      | UHC    | + 4”       |
|     |                  |        |            |
| 18. | Łukasz Wiśnowski | SKY    | + 10”      |
| 29. | Maciej Bodnar    | BOH    | + 10”      |
| 38. | Rafał Majka      | BOH    | + 10”      |
| 77. | Paweł Poljański  | BOH    | + 10”      |

### Etap 2 - 14.05: Ventura > Santa Barbara County, 155 km
| #    | Zawodnik         | Zespół | Czas       |
| ---- | ---------------- | ------ | ---------- |
| 1.   | Egan Bernal      | SKY    | 4h 14' 00” |
| 2.   | Rafał Majka      | BOH    | + 21”      |
| 3.   | Adam Yates       | MTS    | + 25”      |
|      |                  |        |            |
| 35.  | Paweł Poljański  | BOH    | + 6' 51”   |
| 98.  | Łukasz Wiśnowski | SKY    | + 18' 30”  |
| 100. | Maciej Bodnar    | BOH    | + 18' 30”  |

| #   | Zawodnik         | Zespół | Czas       |
| --- | ---------------- | ------ | ---------- |
| 1.  | Egan Bernal      | SKY    | 7h 16' 13” |
| 2.  | Rafał Majka      | BOH    | + 25”      |
| 3.  | Adam Yates       | MTS    | + 31”      |
|     |                  |        |            |
| 36. | Paweł Poljański  | BOH    | + 7' 01”   |
| 80. | Łukasz Wiśnowski | SKY    | + 18' 40”  |
| 87. | Maciej Bodnar    | BOH    | + 18' 40”  |

### Etap 3 - 15.05: King City > WeatherTech Raceway Laguna Seca	, 197 km
| #    | Zawodnik         | Zespół | Czas       |
| ---- | ---------------- | ------ | ---------- |
| 1.   | Toms Skujiņš     | TFS    | 4h 52' 47” |
| 2.   | Sean Bennett     | HBA    | + 3”       |
| 3.   | Caleb Ewan       | MTS    | + 8”       |
|      |                  |        |            |
| 22.  | Rafał Majka      | BOH    | + 8”       |
| 64.  | Paweł Poljański  | BOH    | + 3' 03”   |
| 75.  | Łukasz Wiśnowski | SKY    | + 6' 31”   |
| 105. | Maciej Bodnar    | BOH    | + 11' 01”  |

| #    | Zawodnik         | Zespół | Czas        |
| ---- | ---------------- | ------ | ----------- |
| 1.   | Egan Bernal      | SKY    | 12h 09' 08” |
| 2.   | Rafał Majka      | BOH    | + 25”       |
| 3.   | Adam Yates       | MTS    | + 31”       |
|      |                  |        |             |
| 44.  | Paweł Poljański  | BOH    | + 9' 56”    |
| 79.  | Łukasz Wiśnowski | SKY    | + 25' 03”   |
| 102. | Maciej Bodnar    | BOH    | + 29' 33”   |

### Etap 4 - 16.05: San Jose, 34,7 km
| #   | Zawodnik           | Zespół | Czas     |
| --- | ------------------ | ------ | -------- |
| 1.  | Tejay van Garderen | BMC    | 40' 47”  |
| 2.  | Patrick Bevin      | BMC    | + 7”     |
| 3.  | Tao Geoghegan Hart | SKY    | + 32”    |
|     |                    |        |          |
| 9.  | Maciej Bodnar      | BOH    | + 57”    |
| 30. | Rafał Majka        | BOH    | + 2' 04” |
| 41. | Łukasz Wiśnowski   | SKY    | + 2' 55” |
| 66. | Paweł Poljański    | BOH    | + 3' 54” |

| #   | Zawodnik               | Zespół | Czas        |
| --- | ---------------------- | ------ | ----------- |
| 1.  | Tejay van Garderen     | BMC    | 12h 50' 55” |
| 2.  | Egan Bernal            | SKY    | + 23”       |
| 3.  | Daniel Felipe Martínez | EFD    | + 37”       |
|     |                        |        |             |
| 6.  | Rafał Majka            | BOH    | + 1' 29”    |
| 45. | Paweł Poljański        | BOH    | + 12' 50”   |
| 80. | Łukasz Wiśnowski       | SKY    | + 26' 58”   |
| 84. | Maciej Bodnar          | BOH    | + 29' 30”   |

### Etap 5 - 17.05: Stockton > Elk Grove, 176 km
| #    | Zawodnik         | Zespół | Czas       |
| ---- | ---------------- | ------ | ---------- |
| 1.   | Fernando Gaviria | QST    | 4h 04' 34” |
| 2.   | Caleb Ewan       | MTS    | + 0”       |
| 3.   | Peter Sagan      | BOH    | + 0”       |
|      |                  |        |            |
| 31.  | Paweł Poljański  | BOH    | + 0”       |
| 34.  | Rafał Majka      | BOH    | + 0”       |
| 80.  | Maciej Bodnar    | BOH    | + 57”      |
| 104. | Łukasz Wiśnowski | SKY    | + 5' 04”   |

| #   | Zawodnik               | Zespół | Czas        |
| --- | ---------------------- | ------ | ----------- |
| 1.  | Tejay van Garderen     | BMC    | 16h 55' 29” |
| 2.  | Egan Bernal            | SKY    | + 23”       |
| 3.  | Daniel Felipe Martínez | EFD    | + 37”       |
|     |                        |        |             |
| 6.  | Rafał Majka            | BOH    | + 1' 29”    |
| 42. | Paweł Poljański        | BOH    | + 12' 50”   |
| 83. | Maciej Bodnar          | BOH    | + 30' 27”   |
| 90. | Łukasz Wiśnowski       | SKY    | + 32' 02”   |

### Etap 6 - 18.05: Folsom > South Lake Tahoe, 196,5 km
| #    | Zawodnik           | Zespół | Czas       |
| ---- | ------------------ | ------ | ---------- |
| 1.   | Egan Bernal        | SKY    | 5h 30' 58” |
| 2.   | Adam Yates         | MTS    | + 1' 28”   |
| 3.   | Tao Geoghegan Hart | SKY    | + 1' 30”   |
|      |                    |        |            |
| 8.   | Rafał Majka        | BOH    | + 1' 45”   |
| 34.  | Paweł Poljański    | BOH    | + 7' 34”   |
| 104. | Maciej Bodnar      | BOH    | + 25' 14”  |
| DNS  | Łukasz Wiśnowski   | SKY    | -          |

| #   | Zawodnik               | Zespół | Czas        |
| --- | ---------------------- | ------ | ----------- |
| 1.  | Egan Bernal            | SKY    | 22h 26' 40” |
| 2.  | Tejay van Garderen     | BMC    | + 1' 25”    |
| 3.  | Daniel Felipe Martínez | EFD    | + 2' 14”    |
|     |                        |        |             |
| 6.  | Rafał Majka            | BOH    | + 3' 01”    |
| 35. | Paweł Poljański        | BOH    | + 20' 11”   |
| 89. | Maciej Bodnar          | BOH    | + 55' 28”   |

### Etap 7 - 19.05: Sacramento > Sacramento, 146 km
| #   | Zawodnik         | Zespół | Czas       |
| --- | ---------------- | ------ | ---------- |
| 1.  | Fernando Gaviria | QST    | 3h 07' 39” |
| 2.  | Max Walscheid    | SUN    | + 0”       |
| 3.  | Caleb Ewan       | MTS    | + 0”       |
|     |                  |        |            |
| 37. | Paweł Poljański  | BOH    | + 0”       |
| 38. | Rafał Majka      | BOH    | + 0”       |
| 97. | Maciej Bodnar    | BOH    | + 1' 13”   |

| #   | Zawodnik               | Zespół | Czas        |
| --- | ---------------------- | ------ | ----------- |
| 1.  | Egan Bernal            | SKY    | 25h 34' 19” |
| 2.  | Tejay van Garderen     | BMC    | + 1' 25”    |
| 3.  | Daniel Felipe Martínez | EFD    | + 2' 14”    |
|     |                        |        |             |
| 6.  | Rafał Majka            | BOH    | + 3' 01”    |
| 35. | Paweł Poljański        | BOH    | + 20' 11”   |
| 91. | Maciej Bodnar          | BOH    | + 56' 41”   |

## Liderzy klasyfikacji po etapach
| Etap                 | Zwycięzca            | Klasyfikacja generalna | Klasyfikacja punktowa | Klasyfikacja górska | Klasyfikacja młodzieżowa | Klasyfikacja drużynowa |
| -------------------- | -------------------- | ---------------------- | --------------------- | ------------------- | ------------------------ | ---------------------- |
| 1                    | Fernando Gaviria     | Fernando Gaviria       | Fernando Gaviria      | –                   | Fernando Gaviria         | Mitchelton-Scott       |
| 2                    | Egan Bernal          | Egan Bernal            | Egan Bernal           | Egan Bernal         | Egan Bernal              | Trek-Segafredo         |
| 3                    | Toms Skujiņš         | Egan Bernal            | Egan Bernal           | Egan Bernal         | Egan Bernal              | Trek-Segafredo         |
| 4                    | Tejay van Garderen   | Tejay van Garderen     | Egan Bernal           | Egan Bernal         | Egan Bernal              | BMC Racing Team        |
| 5                    | Fernando Gaviria     | Tejay van Garderen     | Caleb Ewan            | Egan Bernal         | Egan Bernal              | BMC Racing Team        |
| 6                    | Egan Bernal          | Egan Bernal            | Egan Bernal           | Toms Skujiņš        | Egan Bernal              | Team Sky               |
| 7                    | Fernando Gaviria     | Egan Bernal            | Fernando Gaviria      | Toms Skujiņš        | Egan Bernal              | Team Sky               |
| Klasyfikacja końcowa | Klasyfikacja końcowa | Egan Bernal            | Fernando Gaviria      | Toms Skujiņš        | Egan Bernal              | Team Sky               |

## Klasyfikacje końcowe

### Klasyfikacja generalna
| M-ce | Zawodnik               | Zespół                    | Czas        |
| ---- | ---------------------- | ------------------------- | ----------- |
| 1.   | Egan Bernal            | Team Sky                  | 25h 34' 19" |
| 2.   | Tejay van Garderen     | BMC Racing Team           | + 1' 25”    |
| 3.   | Daniel Felipe Martínez | EF Education First–Drapac | + 2' 14”    |
| 4.   | Adam Yates             | Mitchelton-Scott          | + 2' 16”    |
| 5.   | Tao Geoghegan Hart     | Team Sky                  | + 2' 28”    |
| 6.   | Rafał Majka            | Bora-Hansgrohe            | + 3' 01”    |
| 7.   | Brandon McNulty        | Rally Cycling             | + 3' 28”    |
| 8.   | Laurens De Plus        | Quick-Step Floors         | + 3' 50”    |
| 9.   | Kristijan Đurasek      | UAE Team Emirates         | + 3' 59”    |
| 10.  | Mathias Frank          | Ag2r-La Mondiale          | + 4' 01”    |
|      |                        |                           |             |
| 35.  | Paweł Poljański        | Bora-Hansgrohe            | + 20' 11”   |
| 91.  | Maciej Bodnar          | Bora-Hansgrohe            | + 56' 41”   |

| M-ce | Zawodnik         | Zespół            | Punkty |
| ---- | ---------------- | ----------------- | ------ |
| 1.   | Fernando Gaviria | Quick-Step Floors | 45     |
| 2.   | Caleb Ewan       | Mitchelton-Scott  | 42     |
| 3.   | Egan Bernal      | Team Sky          | 36     |
| 4.   | Peter Sagan      | Bora-Hansgrohe    | 32     |
| 5.   | Adam Yates       | Mitchelton-Scott  | 26     |
|      |                  |                   |        |
| 9.   | Rafał Majka      | Bora-Hansgrohe    | 15     |

| M-ce | Zawodnik        | Zespół                    | Punkty |
| ---- | --------------- | ------------------------- | ------ |
| 1.   | Toms Skujiņš    | Trek-Segafredo            | 34     |
| 2.   | Evan Huffman    | Rally Cycling             | 33     |
| 3.   | Egan Bernal     | Team Sky                  | 26     |
| 4.   | Adam Yates      | Mitchelton-Scott          | 20     |
| 5.   | Lawson Craddock | EF Education First–Drapac | 18     |
|      |                 |                           |        |
| 7.   | Rafał Majka     | Bora-Hansgrohe            | 13     |

| M-ce | Zawodnik               | Zespół                    | Czas        |
| ---- | ---------------------- | ------------------------- | ----------- |
| 1.   | Egan Bernal            | Team Sky                  | 25h 34' 19” |
| 2.   | Daniel Felipe Martínez | EF Education First–Drapac | + 2' 14”    |
| 3.   | Tao Geoghegan Hart     | Team Sky                  | + 2' 28”    |
| 4.   | Brandon McNulty        | Rally Cycling             | + 3' 28”    |
| 5.   | Laurens De Plus        | Quick-Step Floors         | + 3' 50”    |

| M-ce | Zespół             | Czas        |
| ---- | ------------------ | ----------- |
| 1.   | Team Sky           | 76h 55' 41" |
| 2.   | Trek-Segafredo     | + 8' 18”    |
| 3.   | BMC Racing Team    | + 9' 26”    |
| 4.   | UAE Team Emirates  | + 10' 35”   |
| 5.   | Team LottoNL-Jumbo | + 16' 59”   |